# The Court and Society Review
The Court and Society Review fue una revista literaria británica publicada de 1885 a 1888. Entre sus colaboradores destacaban George Moore, Robert Louis Stevenson y Oscar Wilde, quien contribuyó con dos de sus cuentos más conocidos a la revista. 
Dirigida por Charles Gray Robertson y su ayudante, Alsager Vian, fue fundada como Orange Blossoms, A Marriage Chronicle and Social Review (de la cual se publicaron 55 números, de 10 de junio de 1884 a 23 de junio de 1885) para después ser publicada como The Court and Society Journal de 30 de julio a 4 de septiembre de 1885 y, finalmente, como The Court and Society Review de 1 de octubre de 1885 a 8 de junio de 1888.
En el número de Navidad de 1885 se publicó el cuento «Olalla», de Robert Louis Stevenson, además de un poema suyo.
La revista publicó los cuentos de Wilde «El fantasma de Canterville» (23 de febrero y 2 de marzo de 1887) y «El crimen de lord Arthur Savile» (11, 12 y 25 de mayo de 1887), ambos cuentos ilustrados por F. H. Townsend. Wilde aportó, además, artículos, algunos, como «The Butterfly's Boswell», sin firma, ensayos, reseñas y un soneto.
La novela Drama in muslin, de George Moore, apareció en la revista de enero a julio de 1886 antes de su publicación como novela, y la revista también publicó un par de relatos cortos del autor. Fue precisamente Moore, considerado el «padre» del decadentismo británico, quien introdujo al público de habla inglesa el decadentismo francés de Gautier y Baudelaire, entre otros, en un artículo para la revista en enero de 1887.